# Palazzo comunale Giorgio La Pira
Il palazzo comunale Giorgio La Pira è un palazzo sito a Pozzallo, nel Libero consorzio comunale di Ragusa.

## Storia
Il palazzo fu progettato da Giovanni Raimondi su incarico del podestà Corrado Tedeschi. La costruzione iniziò nel 1923 e terminò nel 1926. Nel 1928 venne ufficialmente adibito a sede del Municipio, precedentemente ospitato in via provvisoria presso Palazzo Giunta-Musso. Nel 1979 è stato intitolato a Giorgio La Pira, accademico, padre costituente, sindaco di Firenze e più volte deputato.

## Descrizione
Il palazzo, esempio più significativo di architettura liberty nella cittadina, si affaccia frontalmente su Piazza Municipio, lungo il Corso Vittorio Veneto, e posteriormente sulla Villa Comunale, affacciata sul mare. All'interno del palazzo sono presenti affreschi del pittore pozzallese Giuseppe Assenza. Del progetto originale di Raimondi conserva la caratteristica forma a "U", con due corpi laterali.
Il palazzo è circondato su tre lati dalla Villa Comunale, in cui sono presenti numerose specie vegetali, tra cui palme, oleandri e fichi. Nella piazzetta del municipio si trova una mappa del comune di Pozzallo, nella quale vengono evidenziati con un colore più scuro il palazzo e la chiesa madre.

## Galleria d'immagini

Il palazzo in una cartolina d'epoca